# Łysa Góra (Puławy)
Pour les articles homonymes, voir Łysa Góra.
Łysa Góra (prononciation [ˈwɨsa ˈɡura]) est un village de la gmina de Baranów du powiat de Puławy dans la voïvodie de Lublin, situé dans l'est de la Pologne.

## Histoire
De 1975 à 1998, le village est attaché administrativement à l'ancienne Voïvodie de Lublin.

Depuis 1999, il fait partie de la nouvelle voïvodie de Lublin.